# Dacia Valent
Dacia Valent (ur. 12 lutego 1963 w Mogadiszu, zm. 22 stycznia 2015 w Rzymie) – włoska polityk somalijskiego pochodzenia, posłanka do Parlamentu Europejskiego III kadencji.

## Życiorys
Urodziła się jako córka somalijskiej księżniczki i włoskiego dyplomaty. Rodzina w 1980 osiedliła się w Udine. W 1985 jej szesnastoletni brat Giacomo zmarł od kilkudziesięciu ciosów nożem zadanych mu przez rówieśników z tej samej szkoły, znieważających go wcześniej z uwagi na kolor skóry. Rok później Dacia Valent podjęła pracę w Polizia di Stato, jako policjantka służyła w Mediolanie i Palermo. W 1989 w trakcie patrolu została zaatakowana przez pijanego napastnika, w czasie zdarzenia nie uzyskała pomocy od dwóch towarzyszących jej funkcjonariuszy. Opisała przebieg wydarzeń i ich zachowanie w mediach, co przyniosło jej rozpoznawalność i popularność.
W tym samym roku została kandydatką Włoskiej Partii Komunistycznej (PCI) do Europarlamentu. Uzyskała mandat eurodeputowanej III kadencji, który wykonywała do 1994. Po rozpadzie PCI należała do Odrodzenia Komunistycznego. Nie odnosiła później sukcesów wyborczych, w 2004 kandydowała do PE z ramienia komitetu, który zorganizował Antonio Di Pietro. Od 1992 była przewodniczącą założonej wówczas organizacji pozarządowej SCORE, deklarującej działania przeciwko rasizmowi.
W 1995 została tymczasowo aresztowana pod zarzutem usiłowania zabójstwa swojego, stosującego wobec niej przemoc, partnera. W 2003 przeszła na islam. Założyła organizację IADL, mającą wspomagać muzułmanów we Włoszech i przeciwdziałać zniesławieniom. W 2006 została oskarżona o udział w napadzie na polskiego imigranta. Rok później skazano ją na karę pozbawienia wolności i grzywnę za groźby i zniesławienie byłego dyrektora stacji telewizyjnej Telepadania. W 2012 uznano ją za winną gróźb i pomówień kierowanych wobec pochodzącej z Maroka posłanki Souad Sbai. Wzbudzała także kontrowersje swoją działalnością publicystyczną, zwłaszcza wulgarnymi wpisami na swoim blogu.
Dacia Valent zmarła 22 stycznia 2015 na atak serca w rzymskim szpitalu, gdzie była hospitalizowana w związku z innymi problemami zdrowotnymi.